# Tvärlinjerat backfly
Tvärlinjerat backfly (Agrochola circellaris) är en fjärilsart som beskrevs av Johann Siegfried Hufnagel 1797. Tvärlinjerat backfly ingår i släktet Agrochola och familjen nattflyn. Arten är reproducerande i Sverige. Inga underarter finns listade i Catalogue of Life.

## Bildgalleri

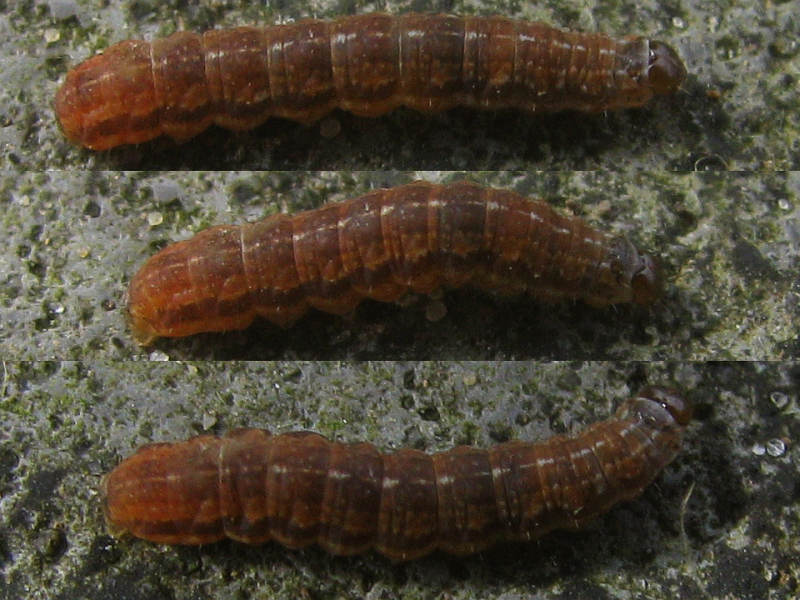